# Tiro ai Giochi della IV Olimpiade - Bersaglio mobile colpo singolo a squadre
La competizione del bersaglio mobile colpo singolo a squadre  di Tiro ai Giochi della IV Olimpiade si tenne il 9 luglio 1908 al Bisley Rifle Range nella contea di Surrey. 

## Risultati
| Pos.    | Nazioni     | Atleti                     | Punti       | Punti  |
| Pos.    | Nazioni     | Atleti                     | Individuali | Totali |
| ------- | ----------- | -------------------------- | ----------- | ------ |
| Oro     | Svezia      | Alf Swahn                  | 26          | 86     |
| Oro     | Svezia      | Arvid Knöppel              | 26          | 86     |
| Oro     | Svezia      | Oscar Swahn                | 22          | 86     |
| Oro     | Svezia      | Ernst Rosell               | 21          | 86     |
| Argento | Regno Unito | Charles Nix                | 27          | 85     |
| Argento | Regno Unito | William Russell Lane-Joynt | 27          | 85     |
| Argento | Regno Unito | William Ellicott           | 22          | 85     |
| Argento | Regno Unito | Ted Ranken                 | 18          | 85     |